# Rijksdienst voor Identiteitsgegevens
De Rijksdienst voor Identiteitsgegevens (afgekort: RvIG) is in Nederland de uitvoeringsorganisatie op het gebied van persoonsgegevens en reisdocumenten voor het Koninkrijk der Nederlanden en daarmee de beheerder van de stelsels van de identiteitsgegevens.
De RvIG is een agentschap van het ministerie van Binnenlandse Zaken en Koninkrijksrelaties.
Tot de naamswijziging per 1 maart 2015 stond het organisatieonderdeel bekend als het Agentschap BPR (Basisadministratie Persoonsgegevens en Reisdocumenten), wat leidde tot veel spraakverwarring met de op 6 januari 2014 in werking getreden Wet Basisregistratie Personen (BRP).
De RvIG is verantwoordelijk voor de volgende stelsels:
- de Basisregistratie Personen, inclusief Registratie Niet-Ingezetenen;
- het burgerservicenummer (BSN);
- het systeem van aanvraag, productie en distributie van reisdocumenten;
- de Persoonsinformatievoorziening van Caribisch Nederland (PIVA).

Verder beheert de RvIG drie registers voor reisdocumenten:
- het Register paspoortsignaleringen
- het Basisregister reisdocumenten
- het Verificatieregister reisdocumenten

Ook is het Centraal Meldpunt Identiteitsfraude, ten behoeve van slachtoffers van identiteitsfraude, bij de RvIG ondergebracht. 
De RvIG verkent met partners self-sovereign identity-mogelijkheden (SSI).